# Гендриков, Василий Александрович
Граф Василий Александрович Гендриков (11 (23) июля 1857 — 17 (30) марта 1912) — волчанский уездный предводитель дворянства, обер-церемониймейстер из рода Гендриковых.

## Биография

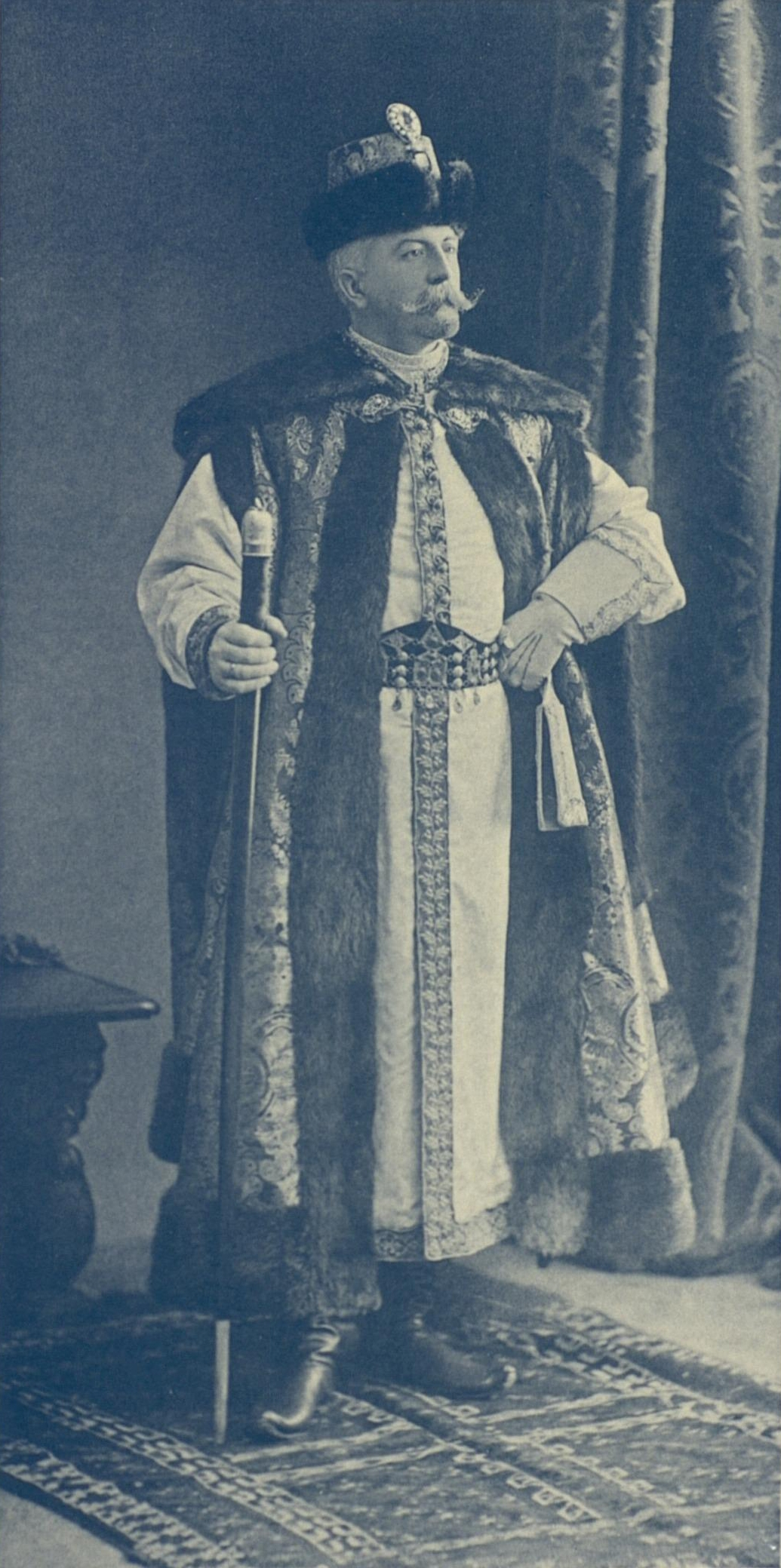
Гендриков на костюмированном балу 1903 года.

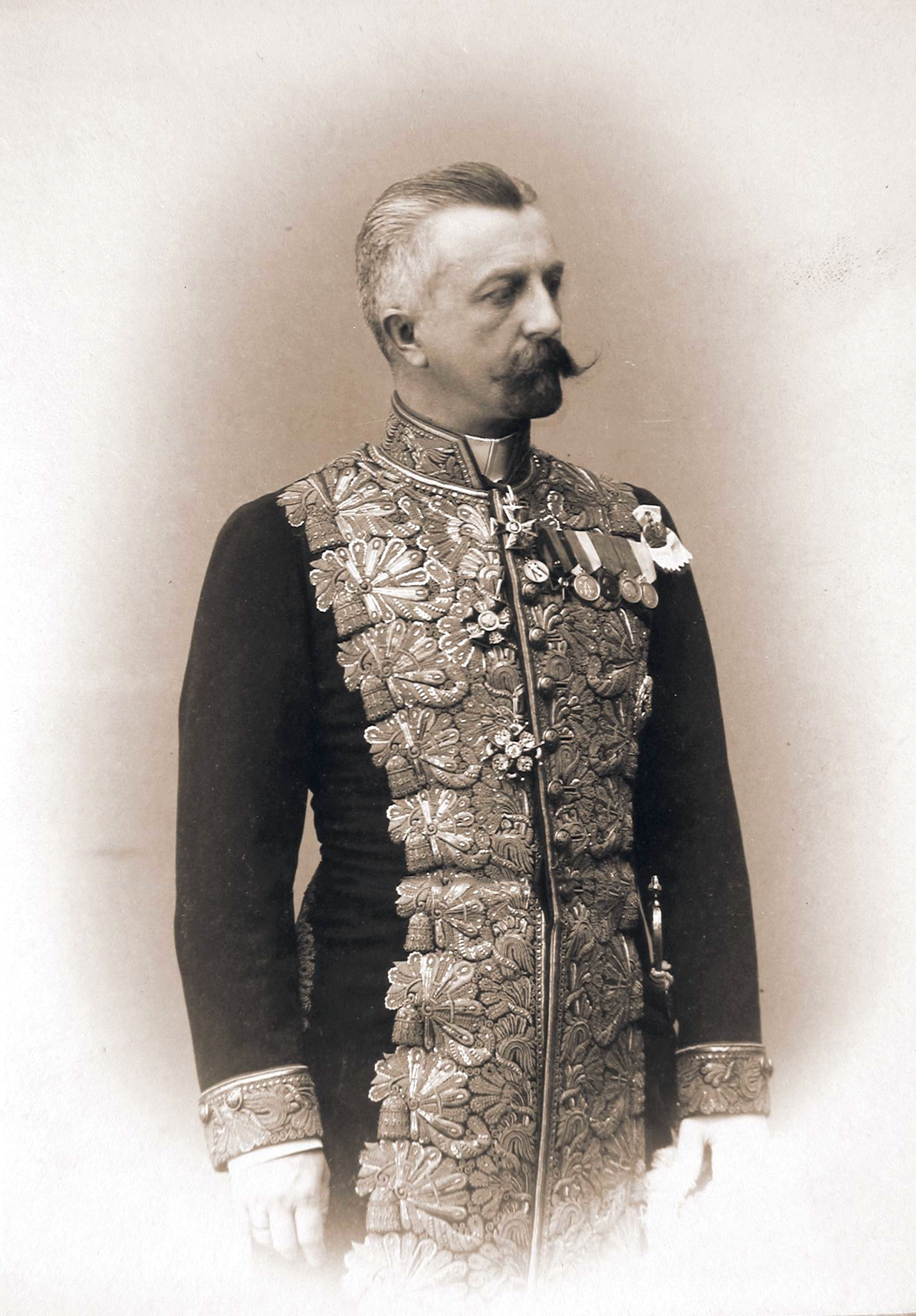
В. А. Гендриков

Родился в семье инспектора государственных конных заводов Александра Ивановича Гендрикова (1806—1881) и его второй жены Евдокии Васильевны (1825—1901), урождённой графини Гудович.
В 1870 году экстерном определён в Пажеский корпус. В 1874 году переведён в младший специальный класс. 10 (22) августа 1876 года из камер-пажей выпущен корнетом в Кавалергардский полк. В 1880 году произведён в поручики.
21 августа (2 сентября) 1881 года Гендриков был награждён медалью «1 марта 1881 года» в память об убийстве Александра II. 8 (20) сентября 1883 года зачислен в запас гвардейской кавалерии. 16 (28) апреля 1884 года уволен из запаса в отставку в чине штабс-ротмистра. 6 (18) мая того же года пожалован в камергеры. В 1885 году избран волчанским уездным предводителем дворянства, в 1888 году он вновь избран на эту должность.
В 1889 году пожалован придворным званием «в должности церемониймейстера» с оставлением в занимаемой должности. 24 марта (5 апреля) 1896 года пожалован придворным званием «в должности гофмейстера», с назначением состоять при императрице Александре Фёдоровне. 12 (24) января 1900 года пожалован чином обер-церемониймейстера.
Скончался 17 марта 1912 года от кровоизлияния, похоронен в Александо-Невской лавре..

## Семья

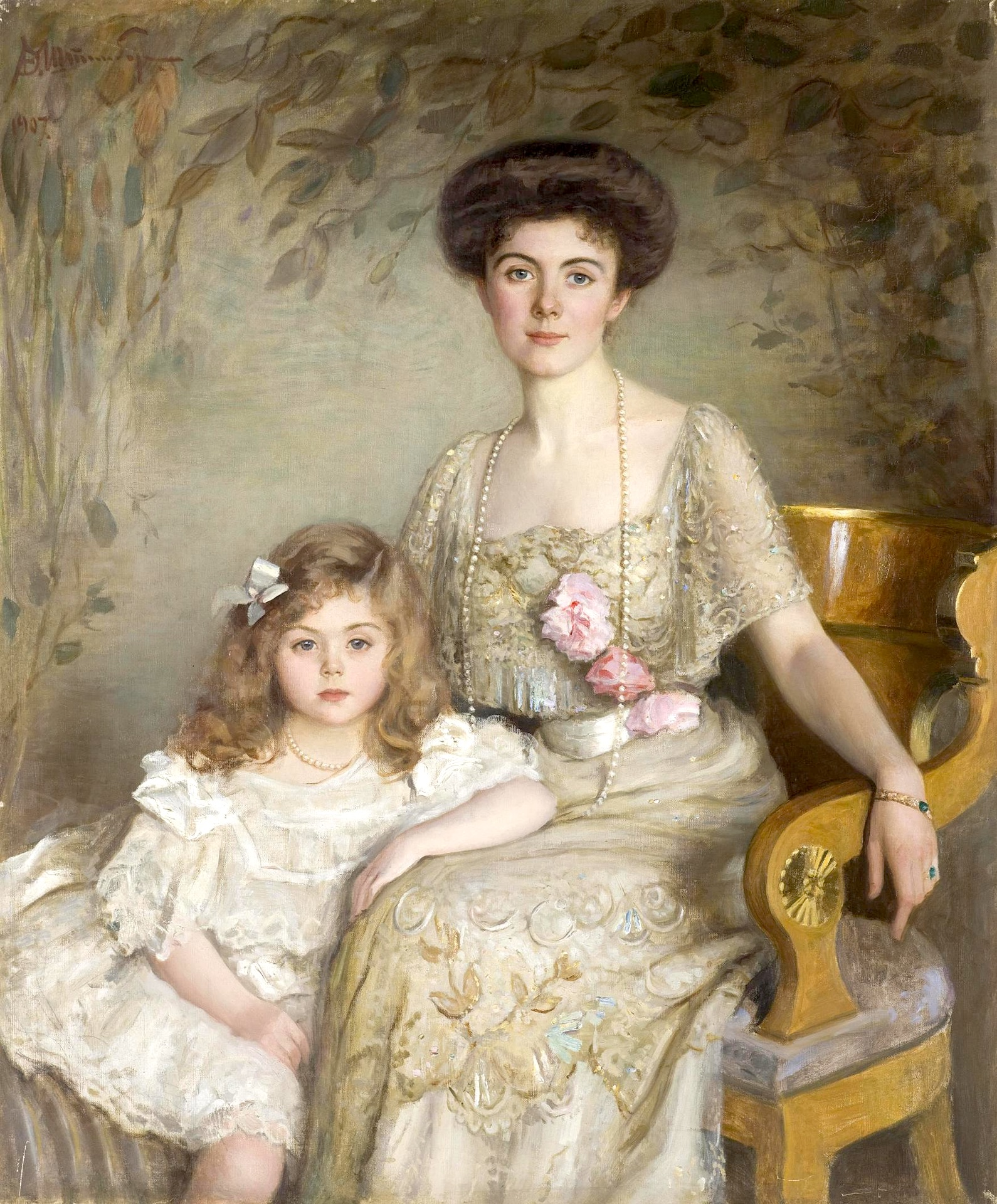
Дочь Александра Балашова и внучка Софья (1907 год)

В 1882 году женился на фрейлине Софье Петровне (15.07.1859—10.09.1916), дочери князя Петра Дмитриевича Гагарина и графини Анастасии Александровны Стенбок-Фермор, внучке известной предпринимательницы Н. А. Стенбок-Фермор. В браке имели детей:
- Пётр (1883—1942), последний орловский губернатор.
- Александра (1884—1919), замужем за офицером гвардии Андреем Николаевичем Балашовым (1874—1916); её имя (Иночка) упоминается в переписке императора Николая II с женой.
- Александр (1885—1962).
- Анастасия (1888—1918), фрейлина последней царицы, расстреляна большевиками, канонизирована РПЦ.

## Комментарии
1. ↑  Поручик Гендриков, в момент первого взрыва случайно проходивший мимо, побежал к месту события. После взрыва второй бомбы Гендриков поднял или поддержал упавшего императора, помог отнести его в сани и надел на него свою фуражку[2].